# コールドウェル郡 (テキサス州)
コールドウェル郡（英: Caldwell County）は、アメリカ合衆国テキサス州の中央部南に位置する郡である。2010年国勢調査での人口は38,066人であり、2000年の32,194人から18.2%増加した。郡庁所在地はロックハート市（人口12,698人）であり、同郡で人口最大の都市でもある。コールドウェル郡は1848年に設立され、郡名はコマンチ族に対抗してプラムクリークの戦いに参戦し、テキサス革命ではサンタ・アナの軍勢に対抗したレンジャーの大尉マシュー・コールドウェルに因んで名付けられた。コールドウェルはテキサス独立宣言に署名もした。
コールドウェル郡はオースティン・ラウンドロック大都市圏に属している。

## 年譜
- 紀元前8000年、コールドウェル郡となった地域の最初の住人はパレオ・インディアンであり、その後はトンカワ族、カランカワ族、コマンチ族などのインディアン部族が住んだ[4]
- 1825年、この地域はグリーン・デウィットのテキサスにコロニーを設立するための土地特許請願の中に入っており、これをメキシコ政府が承認した[5]
- 1839年、エドマンド・ベリンジャが地域最古の町であるプレーリーリーの最初の開拓者になった。サミュエル・ヒューストンが、後の妻となるマーガレット・リー・に因んで町の名前を付けた[6][7]
- 1848年3月、テキサス州議会がバストロップ郡とゴンザレス郡の一部を合わせてコールドウェル郡を設立した。ロックハートが郡庁所在地に指定された[4][8]
- 1860年、郡の人口は 2,871人だった。奴隷が 1,610人いた[4]。リバーサイドの町が設立され、後に町では最初の医者であるジェイムズ・フェントレスに因んでフェントレスと改名された[9]
- 1861年、郡民投票の結果、賛成434票、反対188票で、アメリカ合衆国からの脱退に賛成した。コールドウェル郡から数百名の者が南軍に仕えた[4]
- 1870年代、元奴隷がセントジョン・コロニーを設立した[10]
- 1874年、ルーリングの町が設立された[11]。ジョン・メリウェザーとジェイムズ・メリウェザー、レオニダス・ハードマンが製粉所と製材所を建設し、後にゼドラーの工場と呼ばれるようになった[12]
- 1887年、ミズーリ・カンザス・アンド・テキサス鉄道が、ロックハートとサンマーコスの間で開通した[4]
- 1889年、サンアントニオ・アンド・アランサスパス鉄道がロックハートとルーリングからシャイナーを結んだ[4]
- 1892年、ミズーリ・カンザス・アンド・テキサス鉄道が、ロックハートから東のスミスビルまでの路線を敷設した[4]
- 1880年-1900年、郡内の農園で借地農家の数が半数近くとなり、3,149の農場では75%に達した[4]
- 1902年、マクマハンで南西テキサス・セークリッドハープ歌唱大会が開催された[13]
- 1922年8月9日、エドガー・B・デイビスがルーリング油田を発見した[14]
- 1927年、エドガー・B・デイビスがルーリング財団を設立し、農業の多角化を教え、農場と牧場の生活改善に資した[15]
- 1948年、ロックハート州立公園が公開された[16]
- 1953年、ルーリングで毎年開催されているスイカ割り祭が始まった[17]

## 地理
アメリカ合衆国国勢調査局に拠れば、郡域全面積は547平方マイル (1,416.7 km2)であり、このうち陸地545平方マイル (1,411.5 km2)、水域は2平方マイル (5.2 km2)で水域率は0.31%である。

### 主要高規格道路
- 州間高速道路10号線
- アメリカ国道90号線
- アメリカ国道183号線
- テキサス州道80号線

### 隣接する郡
- トラヴィス郡 - 北
- バストロップ郡 - 北東
- ファイエット郡 - 南東
- ゴンザレス郡 - 南
- グアダルーペ郡 - 南西
- ヘイズ郡 - 北西

## 人口動態
以下は2000年国勢調査による人口統計データである。
| 基礎データ - 人口: 32,194人 - 世帯数: 10,816 世帯 - 家族数: 8,079 家族 - 人口密度: 23人/km2（59人/mi2） - 住居数: 11,901軒 - 住居密度: 8軒/km2（22軒/mi2） 人種別人口構成 - 白人: 70.13% - アフリカン・アメリカン: 8.50% - ネイティブ・アメリカン: 0.61% - アジア人: 0.34% - 太平洋諸島系: 0.03% - その他の人種: 17.66% - 混血: 2.74% - ヒスパニック・ラテン系: 40.44% 年齢別人口構成 - 18歳未満: 28.3% - 18-24歳: 8.5% - 25-44歳: 29.8% - 45-64歳: 20.8% - 65歳以上: 12.5% - 年齢の中央値: 34歳 - 性比（女性100人あたり男性の人口） - 総人口: 97.5 - 18歳以上: 92.7 | 世帯と家族（対世帯数） - 18歳未満の子供がいる: 37.0% - 結婚・同居している夫婦: 56.0% - 未婚・離婚・死別女性が世帯主: 13.3% - 非家族世帯: 25.3% - 単身世帯: 21.2% - 65歳以上の老人1人暮らし: 9.4% - 平均構成人数 - 世帯: 2.82人 - 家族: 3.28人 収入と家計 - 収入の中央値 - 世帯: 36,573米ドル - 家族: 41,300米ドル - 性別 - 男性: 29,295米ドル - 女性: 21,595米ドル - 人口1人あたり収入: 15,099米ドル - 貧困線以下 - 対人口: 13.1% - 対家族数: 10.4% - 18歳未満: 15.1% - 65歳以上: 15.4% |

## 都市と町
- ロックハート - 郡庁所在地
- ルーリング
- マーティンデール
- マスタングリッジ
- ニーダーウォルド
- ウーランド

### 未編入の町
- デール
- マクスウェル
- プレーリーリー
- セントジョン・コロニー